# Норт-Вест-Рівер
Норт-Вест-Рівер (англ. North West River) — містечко в Канаді, у провінції Ньюфаундленд і Лабрадор.

## Населення
За даними перепису 2016 року, містечко нараховувало 547 осіб, показавши скорочення на 1,1%, порівняно з 2011-м роком. Середня густина населення становила 170,9 осіб/км².
З офіційних мов обидвома одночасно володіли 15 жителів, тільки англійською — 530. Усього 15 осіб вважали рідною мовою не одну з офіційних, з них 10 — одну з корінних мов.
Працездатне населення становило 61,7% усього населення, рівень безробіття — 13,8% (16,7% серед чоловіків та 10,3% серед жінок). 96,6% осіб були найманими працівниками, а 5,2% — самозайнятими.
Середній дохід на особу становив $51 338 (медіана $42 240), при цьому для чоловіків — $60 190, а для жінок $42 251 (медіани — $47 787 та $36 608 відповідно).
20,2% мешканців мали закінчену шкільну освіту, не мали закінченої шкільної освіти — 18,1%, 61,7% мали післяшкільну освіту, з яких 20,7% мали диплом бакалавра, або вищий.
| Статево-вікова структура населення | Статево-вікова структура населення | Статево-вікова структура населення | Статево-вікова структура населення | Статево-вікова структура населення |
| ---------------------------------- | ---------------------------------- | ---------------------------------- | ---------------------------------- | ---------------------------------- |
|                                    |                                    |                                    |                                    |                                    |
| Всього                             | Всього                             | 51,4%48,6%                         |                                    |                                    |
| 0 — 14 років                       | 0 — 14 років                       |                                    | 13,8%                              | 13,8%                              |
| 15 — 64 років                      | 15 — 64 років                      |                                    | 68,8%                              | 68,8%                              |
| 65 і більше                        | 65 і більше                        |                                    | 17,4%                              | 17,4%                              |
| 85 і більше                        | 85 і більше                        |                                    | 1,8%                               | 1,8%                               |
| Середній вік (років)               | Середній вік (років)               | 44,544,3                           | 44,4                               | 44,4                               |
| Медіана (років)                    | Медіана (років)                    | 48,347,4                           | 47,8                               | 47,8                               |
| — чоловіки — жінки                 |                                    |                                    |                                    |                                    |

| Походження мешканців:     | Походження мешканців:     | Походження мешканців: | Походження мешканців: | Походження мешканців: |
| ------------------------- | ------------------------- | --------------------- | --------------------- | --------------------- |
| Походження                |                           |                       | осіб                  | %                     |
| Корінні американці        | Корінні американці        |                       | 265                   | 48.62%                |
| Інше північноамериканське | Інше північноамериканське |                       | 110                   | 20.18%                |
| Європейське               | Європейське               |                       | 380                   | 69.72%                |
| британське                | британське                |                       | 345                   | 63.3%                 |
| французьке                | французьке                |                       | 25                    | 4.59%                 |
| Африканське               | Африканське               |                       | 10                    | 1.83%                 |

| Зайнятість населення за галузями (за класифікацією NOC): | Зайнятість населення за галузями (за класифікацією NOC): | Зайнятість населення за галузями (за класифікацією NOC): | Зайнятість населення за галузями (за класифікацією NOC): | Зайнятість населення за галузями (за класифікацією NOC): |
| -------------------------------------------------------- | -------------------------------------------------------- | -------------------------------------------------------- | -------------------------------------------------------- | -------------------------------------------------------- |
|                                                          |                                                          |                                                          |                                                          |                                                          |
| Управління                                               | Управління                                               |                                                          | 8,5%                                                     | 8,5%                                                     |
| Бізнес, фінанси та адміністрування                       | Бізнес, фінанси та адміністрування                       |                                                          | 13,6%                                                    | 13,6%                                                    |
| Природничі та прикладні науки                            | Природничі та прикладні науки                            |                                                          | 5,1%                                                     | 5,1%                                                     |
| Охорона здоров'я                                         | Охорона здоров'я                                         |                                                          | 5,1%                                                     | 5,1%                                                     |
| Освіта, правозахист, муніципальні та урядові служби      | Освіта, правозахист, муніципальні та урядові служби      |                                                          | 22%                                                      | 22%                                                      |
| Роздрібна торгівля та послуги                            | Роздрібна торгівля та послуги                            |                                                          | 16,9%                                                    | 16,9%                                                    |
| Гуртова торгівля, транспорт та обладнання                | Гуртова торгівля, транспорт та обладнання                |                                                          | 23,7%                                                    | 23,7%                                                    |
| Природні ресурси, сільське господарство                  | Природні ресурси, сільське господарство                  |                                                          | 3,4%                                                     | 3,4%                                                     |

## Клімат
Середня річна температура становить -0,6°C, середня максимальна – 17,5°C, а середня мінімальна – -21,7°C. Середня річна кількість опадів – 932 мм.
| Клімат поселення                              | Клімат поселення | Клімат поселення | Клімат поселення | Клімат поселення | Клімат поселення | Клімат поселення | Клімат поселення | Клімат поселення | Клімат поселення | Клімат поселення | Клімат поселення | Клімат поселення | Клімат поселення |
| Показник                                      | Січ.             | Лют.             | Бер.             | Квіт.            | Трав.            | Черв.            | Лип.             | Серп.            | Вер.             | Жовт.            | Лист.            | Груд.            |                  |
| Середній максимум, °C                         | −13,03           | −11,71           | −5,49            | 1,89             | 8,38             | 14,10            | 17,51            | 17,43            | 12,41            | 6,32             | 0,05             | −8,92            |                  |
| Середня температура, °C                       | −17,34           | −16,02           | −9,78            | −2,42            | 4,08             | 9,78             | 14,05            | 13,95            | 8,92             | 2,86             | −3,42            | −12,36           |                  |
| Середній мінімум, °C                          | −21,66           | −20,32           | −14,1            | −6,72            | −0,22            | 5,48             | 10,55            | 10,48            | 5,45             | −0,61            | −6,88            | −15,85           |                  |
| Норма опадів, мм                              | 67               | 59               | 72               | 60               | 63               | 88               | 108              | 98               | 91               | 78               | 76               | 72               |                  |
| Середньомісячна швидкість вітру, м/с          | 5.40             | 5.10             | 5.19             | 4.90             | 4.40             | 4.50             | 4.10             | 4.23             | 4.70             | 4.98             | 5.37             | 5.40             |                  |
| Середньомісячна сонячна радіація, кДж/м²·день | 3172             | 6481             | 11004            | 15524            | 17818            | 18697            | 17819            | 14540            | 10058            | 5726             | 3169             | 2256             |                  |
| --------------------------------------------- | ---------------- | ---------------- | ---------------- | ---------------- | ---------------- | ---------------- | ---------------- | ---------------- | ---------------- | ---------------- | ---------------- | ---------------- | ---------------- |
| Джерело:                                      |                  |                  |                  |                  |                  |                  |                  |                  |                  |                  |                  |                  |                  |